# Siergiej Pawłow (polityk)
Siergiej Pawłowicz Pawłow (ros. Серге́й Па́влович Па́влов, ur. 19 stycznia 1929 w Rżewie, zm. 7 października 1993 w Moskwie) – radziecki polityk i dyplomata.

## Życiorys
Od 1952 aktywista Komsomołu w Moskwie, 1957-1958 I sekretarz Moskiewskiego Komitetu Miejskiego Komsomołu, 1958-1959 sekretarz KC Komsomołu. Od 1954 członek KPZR, 1959-1969 I sekretarz KC Komsomołu, 1968-1983 przewodniczący Komitetu ds. Kultury Fizycznej i Sportu przy Radzie Ministrów ZSRR, 1971 ukończył Moskiewski Instytut Kultury Fizycznej. Od 18 lutego 1983 do 4 kwietnia 1985 ambasador nadzwyczajny i pełnomocny ZSRR w Mongolii, od 1 lipca 1985 do 22 sierpnia 1990 ambasador nadzwyczajny i pełnomocny ZSRR w Birmie, następnie na emeryturze. 1961-1971 członek KC KPZR, 1971-1986 członek Centralnej Komisji Rewizyjnej KPZR. Deputowany do Rady Najwyższej ZSRR 6 i 7 kadencji. Odznaczony dwoma Orderami Lenina. Pochowany na Cmentarzu Kuncewskim w Moskwie.